# Regierung Lubomír Štrougal IV
Die tschechoslowakische Regierung Lubomír Štrougal IV, geführt durch den Ministerpräsidenten Lubomír Štrougal, befand sich im Amt vom 17. Juni 1981 bis 16. Juni 1986. Sie folgte der Regierung Lubomír Štrougal III und wurde ersetzt durch die Regierung Lubomír Štrougal V.

## Regierungsbildung, Programm
Die Regierungsneubildung erfolgte nach den allgemeinen Wahlen zu den Vertretungsorganen der Tschechoslowakei auf allen ebenen am 5. und 6. Juni 1981. Nachdem bereits der XVI. Parteitag der Kommunistischen Partei der Tschechoslowakei im April 1981 eine offenbare Stabilität des Systems durch keinerlei Kritik oder erwähnenswerte Änderungen der Personalien demonstrierte, wurde auch die neue, vierte Regierung von Lubomír Štrougal zum Ausdruck eines Status quo. Als besondere Herausforderung wurde in der Regierungserklärung lediglich die Ausarbeitung und Verabschiedung des siebten Fünfjahresplans nebst einigen Korrekturen im Bereich Bauinvestitionen, Modernisierung usw. erwähnt.
Dies entspricht jedoch nur zum Teil der realen Lage. Die ökonomischen Probleme des Landes wurden allmählich deutlicher.
Zu Anfang der 1980er Jahre hielt aber immer noch die Nachwirkung des versuchten Ausbruchs aus der verordneten Normalität, der Charta 77 (und deren Ausschusses VONS), nach wie vor an, die Verhältnisse in Ungarn haben sich leicht entspannt, und vor allem gab es in Polen die freie Gewerkschaft Solidarność, die 1980 aus einer Streikbewegung heraus entstand. Die Erosion des Systems kam zu Ende der Amtsperiode dieser Regierung durch die Wahl von Gorbatschow zum Generalsekretär des Zentralkomitees der KPdSU im März 1985 zu Tage.

## Regierungszusammensetzung
Die Minister befanden sich während der gesamten regulären Amtsperiode im Amt (17. Juni 1981 bis 16. Juni 1986) wenn nicht anders angegeben.
- Ministerpräsident: Lubomír Štrougal
- stellvertretender Ministerpräsident:
  - Josef Korčák
  - Peter Colotka
  - Václav Hůla (bis 1. April 1983)
  - Ladislav Gerle
  - Karol Laco
  - Matej Lúčan
  - Rudolf Rohlíček
  - Svatopluk Potáč
  - Jaromír Obzina (ab 20. Juni 1983)
- Außenminister: Bohuslav Chňoupek
- Verteidigungsminister:
  - Martin Dzúr (bis 11. Januar 1985)
  - Milán Václavík (ab 11. Januar 1985)
- Innenminister:
  - Jaromír Obzina (bis  20. Juni 1983)
  - Vratislav Vajnar (ab  20. Juni 1983)
- Finanzminister:
  - Leopold Lér (bis 4. Oktober 1985)
  - Jaromír Žák (ab 29. November 1985)
- Minister für Arbeit und Soziales:
  - Michal Štanceľ (bis 20. Juni 1983)
  - Miloslav Boďa (ab 20. Juni 1983)
- Außenhandelsminister: Bohumil Urban
- Verkehrsminister: Vladimír Blažek
- Minister für Brennstoffe und Energetik: Vlastimil Ehrenberger
- Minister für allgemeinen Maschinenbau: Pavol Bahyl
- Minister für Metallurgie und schweren Maschinenbau: Eduard Saul
- Minister für elektrotechnische Industrie: Milan Kubát
- Minister für technische und Investitionsentwicklung: (aufgelöst zum 31. Oktober 1983)
  - Jaromír Obzina (20. Juni 1983 – 31. Oktober 1983)
  - Ladislav Šupka (kommissarisch ab 31. Oktober 1983)
- Landwirtschafts- und Ernährungsminister:
  - Josef Nágr (bis 20. Juni 1983)
  - Miroslav Toman (ab 20. Juni 1983)
- Minister für Post und Telekommunikationen: Vlastimil Chalupa
- Vorsitzender des Föderalen Preisamtes (im Ministerrang): Michal Sabolčík
- stellvertretender Vorsitzender der Staatlichen Planungskommission (im Ministerrang): Vladimír Janza
- Vorsitzender des Ausschusses für Volkskontrolle (im Ministerrang): František Ondřich

### Parteizugehörigkeit
Die Regierung wurde gebildet aus der Einheitsliste der Nationalen Front, die aus der dominierenden Kommunistischen Partei der Tschechoslowakei sowie aus Blockparteien bestand.

### Regierungen der Teilrepubliken
Parallel zur Regierung der Tschechoslowakischen Sozialistischen Republik hatten die beiden Teilrepubliken (Tschechische Sozialistische Republik und Slowakische Sozialistische Republik, beide erst ab 1969) ebenfalls eine eigene Regierung:
- Tschechische Sozialistische Republik: Regierung Josef Korčák IV (18. Juni 1981 – 18. Juni 1986)
- Slowakische Sozialistische Republik: Regierung Peter Colotka III (18. Juni 1981 – 18. Juni 1986)